# Nombre quantique magnétique

Levée de dégénérescence des niveaux d'énergie électroniques par effet Zeeman.

En mécanique quantique, le nombre quantique magnétique, noté mℓ, également appelé nombre quantique tertiaire, est l'un des quatre nombres quantiques décrivant l'état quantique d'un électron dans un atome. Il s'agit d'un nombre entier lié au nombre quantique azimutal ℓ par la relation : – ℓ ≤ mℓ ≤ ℓ. Il correspond à la projection du moment angulaire orbital de l'électron sur l'axe de quantification, et distingue les orbitales atomiques au sein des sous-couches électroniques. La projection Lz du moment angulaire L sur l'axe de quantification vaut :
Lz = mℓ ℏ
où ℏ est la constante de Planck réduite. Chaque sous-couche contient ainsi 2ℓ + 1 orbitales atomiques : une orbitale par sous-couche de type s (ℓ = 0), trois orbitales par sous-couche de type p (ℓ = 1), cinq orbitales par sous-couche de type d (ℓ = 2), etc. Il a été introduit à la suite de la découverte de l'effet Zeeman afin de rendre compte de la levée de dégénérescence des orbitales en présence d'un champ magnétique responsable de la séparation en plusieurs composantes des raies spectrales.
Le nombre quantique magnétique mℓ est lié à la direction du vecteur de moment angulaire de l'électron. Il n'affecte l'énergie de l'électron qu'en présence d'un champ magnétique car, en l'absence d'un tel champ, toutes les harmoniques sphériques correspondant aux différentes valeurs de mℓ sont équivalentes. C'est la raison pour laquelle on le qualifie de nombre quantique magnétique. L'application d'un champ magnétique extérieur induit ainsi une variation d'énergie différente entre orbitales atomiques d'une même sous-couche électronique en fonction du nombre  mℓ, ce qui est à l'origine de l'effet Zeeman.
Le moment angulaire total J de l'électron fait intervenir son nombre quantique magnétique mℓ ainsi que son nombre quantique magnétique de spin ms, la somme de ces deux nombres donnant le nombre quantique de moment angulaire total mj. En présence d'un champ magnétique, le moment magnétique total de l'électron exerce un couple Γ qui tend à faire tourner le vecteur J autour du vecteur B de ce champ selon le produit vectoriel Γ = γ J∧B, où γ est le rapport gyromagnétique ; ce phénomène est appelé précession de Larmor et est utilisé par exemple en RMN, en IRM ou encore en RSE.

Modèle vectoriel du nombre mℓ pour le nombre quantique azimutal ℓ = 2.
Représentation vectorielle du moment angulaire total J = L + S.